# スレジンヌイ山脈
スレジンヌイ山脈（‐さんみゃく、ロシア語: Срединный хребет＝中央山脈の意味）とは、ユーラシア大陸東端部のカムチャツカ半島に存在する山脈である。最高峰はイチンスキー山（標高 3,607 メートル）である。

## 地理
スレジンヌイ山脈は、ロシア連邦に属している。カムチャツカ半島は概ね南南西へと伸びる半島だが、この山脈は同半島の中央部を半島の伸びる方向とほぼ同じ方向に連なっている。
スレジンヌイ山脈は環太平洋造山帯の一部であり、活火山も見られる。しかし、カムチャツカ半島に存在する火山の多くは、もっと太平洋プレートが沈み込んでいる場所の近くに列を成している並んでいて、この山脈からカムチャツカ川を隔てて東の海岸付近にも東山脈（Eastern Range）が連なっている。
このより太平洋プレートが沈み込んでいる場所の近くと比べると、スレジンヌイ山脈は活火山の数が少ない。それでも、スレジンヌイ山脈には最高峰のイチンスキー山（海抜 3,607 m）など複数の活火山が分布しており、特に楯状火山や成層火山が多い。なお、東の海岸部に存在する山脈とスレジンヌイ山脈とは、カムチャツカ川が流れる中央カムチャツカ低地によって隔てられている。ちなみに、スレジンヌイ山脈の西には、海岸まで特に目立った山地は存在していない。